# Juan Luis Panero
Juan Luis Panero Blanc (Madrid, 9 de septiembre de 1942-Torroella de Montgrí, Gerona, 16 de septiembre de 2013) fue un poeta español.

## Biografía
Hijo del poeta Leopoldo Panero (1909–1962) y de la escritora Felicidad Blanc (1913–1990), hermano del poeta Leopoldo María Panero (1948–2014) y Michi Panero (1951–2004) y sobrino del poeta Juan Panero (1908–1937), creció en el seno de una familia acomodada recibiendo educación en El Escorial y luego en Londres. Su espíritu rebelde y viajero lo llevó a deambular por diferentes países de América, dándole la oportunidad de conocer a grandes escritores como Octavio Paz, Jorge Luis Borges y Juan Rulfo entre otros. Su poesía completa (1968–1996) está recogida en un volumen de la editorial Tusquets y algunas de sus conferencias, en particular la que recoge su relación con Luis Cernuda, están incluidas bajo el título de «Páginas sobre cine y poesía» en el libro Después de tantos desencantos. Vida y obra poéticas de los Panero, de Federico Utrera (Ed. Festival Internac. de Cine de LPGC, 2008). Casado en primeras nupcias con Marina Domecq Sainz de la Maza, de la que se separó al cabo de unos años. Ha preparado además antologías de poetas como Leopoldo Panero, Pablo Neruda y Octavio Paz y ha reunido selecciones de Poesía colombiana (1880–1980) y Poesía mejicana contemporánea. Desde 1985 fijó su residencia en Torroella de Montgrí (Gerona), donde vivía con su segunda mujer, la Dra. Carmen Iglesias, y donde falleció en 2013.

## Obra poética
Su irrupción en la poesía española contemporánea se inició en 1968 con la publicación del libro A través del tiempo, al que siguieron, luego, Los trucos de la muerte, en 1975; Desapariciones y fracasos, en 1978; y Juegos para aplazar la muerte, en 1984. Antes que llegue la noche (1985) le permitió obtener el Premio Ciudad de Barcelona. En 1988, con «Galerías y fantasmas», obtuvo el Premio Internacional de Poesía de la Fundación Loewe. Sin rumbo cierto, XII Premio Comillas de Biografía, Autobiografía y Memorias, y Enigmas y despedidas, publicado en 1999, son sus últimas producciones. En 2009 Ediciones Vitruvio publicó La memoria y la muerte, una antología que recogió toda su obra poética editada hasta entonces.

## El desencanto
En 1976 Jaime Chávarri inició el rodaje de lo que tenía que ser un reportaje sobre el padre: Leopoldo Panero, el material se convirtió en la película El desencanto que acabó siendo un símbolo tanto de la familia como de la época y fue una película de culto para toda una generación. En El desencanto la madre, paradójicamente llamada Felicidad, y dos de sus hijos (en realidad participan los tres hijos. De lo más interesante de la película, es la irrupción de Leopoldo, después de escuchar a Felicidad, al hermano menor Michi y al mayor Juan Luis) retrataron a través de sus recuerdos al poeta, siempre ausente. Pero sobre esta peculiar y decadente estampa familiar pesó el reflejo de una época que se agotaba. Los últimos coletazos del franquismo se dejaron ver a través de la evocación de la vieja gloria de quien fuera uno de los escritores oficiales del régimen. El desencanto fue además la última película mutilada por la censura cinematográfica en España y una de las obras de Chávarri más reconocidas por la crítica. Ya en 1994 llegó Después de tantos años, película en la que Leopoldo María, el hijo, se convirtió en el eje central del film y Ricardo Franco retomó la labor de retratista emprendida por Jaime Chávarri dos décadas antes.